# Vogelhorst (Almere)
Vogelhorst is een villapark in de Nederlandse stad Almere. De wijk is gelegen in het stadsdeel Almere Hout. Het telt 1.440 inwoners. Op 1 januari 2023 telde de wijk 1.590 inwoners, verdeeld over 629 woningen, op een oppervlakte van 3,16 km².
Op 9 mei 1990 startte de bouw van wat toen nog villapark "Almeerderhout" werd genoemd. De wijk is ingedeeld in groene kamers die van elkaar gescheiden worden door brede, met bomen en struiken beplante, verhoogde stroken grond. De vrijstaande villas zijn gebouwd naar de ontwerpen van gerenommeerde architecten. Het plan wordt gekenmerkt door de beslotenheid en de gekromde lijnen van beplanting en wegen. In 1977 was de aanleg van Vogelhorst 1 voltooid.
In juni 2009 werd gestart met Vogelhorst fase twee dat tegen het bestaande villapark aan werd gebouwd. De uitbreiding van de wijk vormt één geheel met het eerste deel, met behoud van groene lanen en waterpartijen. Inmiddels is een klein deel van deze uitbreiding van de wijk gerealiseerd. In dit nieuwe deel van de wijk kunnen eigenaren op ruime kavels hun eigen huis bouwen. Centraal in de wijk ligt een park met waterpartijen. In de ondergrond van het park "De Bult" ligt een archeologische vindplaats uit het Mesolithicum bewaard.